# Rayna Foss
Rayna Foss známá i jako Rayna Foss-Rose (* 26. srpna 1970, Atlanta, Georgie, USA) je americká baskytaristka, která působila v nu-metalové kapele Coal Chamber.

## Biografie
Rayna byla původně učitelkou tance. Na večírku kamaráda přišla do kontaktu s baskytarou, kterou pak dostala darem a na kterou začala hrát. Brzy poté se seznámila se zpěvákem Dezem Fafarou, který hledal pro svou kapelu Coal (později přejmenovanou na Coal Chamber), baskytarist(k)u. Rayna se osvědčila a začala s kapelou od roku 1994 hrát a jezdit na turné. Po vydání stejnojmenného debutového studiového alba Coal Chamber v roce 1997 se na společném turné seznámila s bubeníkem Sevendust Morganem Rosem a o rok později se za něj vdala. Její vztah s Morganem Rosem vyvolával napětí mezi ním a Dezem Fafarou.
Při nahrávání druhého alba Chamber Music Rayana otěhotněla (během těhotenství ji v kapele zastoupila Nadja Peulen) a v říjnu 1999 se jí narodila dcera Kayla Moray Rose.
S kapelou nahrála i třetí dlouhohrající desku Dark Days (2002) a poté ji opustila, aby se mohla věnovat výchově dcery. V roce 2003 se s Morganem Rosem rozvedla.
V lednu 2022 se v médiích objevila zpráva, že byla správcem pečovatelského domu, kde žila, nahlášena policii New Orleans (New Orleans Police Department) jako pohřešovaná. Na toto oznámení zareagovala její dcera Kayla, která zprávy o zmizení dementovala prohlášením na Instagramu, v němž potvrdila, že s matkou byla v kontaktu a že je v pořádku.